# Michal Švarc
Michal Švarc (* 23. srpna 1972 Jablonec nad Nisou) je český regionální politik, od roku 2020 zastupitel Libereckého kraje a od roku 2018 zastupitel města Jablonec nad Nisou, člen hnutí SPD.

## Život
Michal Švarc se vyučil mechanikem-opravářem silničních motorových vozidel na tehdejším Odborném učilišti při národním podniku LIAZ (dnes Střední průmyslová škola technická) v rodném Jablonci nad Nisou. Poté studoval ještě na Střední policejní škole v Hrdlořezech, na Střední odborné škole ekonomické v Jablonci. V roce 2002 ukončil studium na Policejní akademii ČR. Ve studiu pokračoval na Metropolitní univerzitě Praha. Během života působil u městské, státní i vojenské policie a pracoval i jako vykonavatel soudního exekutora. Je ženatý a má 3 děti.

## Politické působení
V roce 2014 neúspěšně kandidoval do městského zastupitelstva v Jablonci nad Nisou na kandidátce Úsvitu přímé demokracie. V následujících komunálních volbách (2018) byl již úspěšný (kandidatura za SPD) a v roce 2022 mandát městského zastupitele obhájil. Za hnutí SPD kandidoval úspěšně do Zastupitelstva Libereckého kraje (2020). Neuspěl ve volbách do Senátu (2018) a Poslanecké sněmovny (2021).
Ve volbách do Evropského parlamentu v červnu 2024 neúspěšně kandidoval jako člen hnutí SPD na 22. místě kandidátky koalice „SPD a Trikolora“.
Ve volbách do Senátu PČR v roce 2024 kandidoval jako člen hnutí SPD za koalici „SPD, Trikolora“ v obvodu č. 35 – Jablonec nad Nisou. Se ziskem 11,98 % hlasů skončil na 4. místě, a senátorem se tak nestal.
V krajských volbách v roce 2024 obhájil jako člen hnutí SPD post zastupitele Libereckého kraje, a to na kandidátce uskupení „SPD a Trikolora“.
Ve sněmovních volbách v roce 2025 kandiduje na 2. místě kandidátní listiny hnutí SPD v Libereckém kraji.